# Aggiunta minerale
Le aggiunte minerali sono materiali finemente suddivisi utilizzati nel calcestruzzo allo scopo di migliorare certe proprietà o di ottenere proprietà speciali. 
In generale le aggiunte agiscono sulla lavorabilità, sul tempo di presa, sullo sviluppo della resistenza meccanica e sulla resistenza all'attacco chimico.

## Tipologie
La norma UNI EN 206-1:2006 considera due tipi di aggiunte inorganiche:
- tipo I: aggiunte praticamente inerti;
- tipo II: aggiunte pozzolaniche o ad attività idraulica latente.

Fanno parte delle aggiunte del tipo I i filler (UNI EN 12620) e i pigmenti (UNI EN 12878).
Le aggiunte di tipo II prendono parte alla reazione di idratazione del cemento e pertanto apportano un contributo sostanziale alla formazione dei prodotti di idratazione e quindi alle caratteristiche della pasta cementizia; sono usate per migliorare le caratteristiche di resistenza meccanica oppure per migliorare la durabilità.
Fanno parte delle aggiunte del tipo I il filler calcareo mentre del tipo II, la microsilice, la cenere volante, la loppa di altoforno granulare e la pozzolana sia naturale che industriale

## Filler calcareo
Il calcare finemente macinato, viene utilizzato per il confezionamento dei calcestruzzi come filler, cioè materiali che, grazie alla loro granulometria, vengono utilizzati come inerti finissimi i quali vanno ad occupare gli spazi lasciati liberi dai granuli di cemento rendendo la matrice cementizia molto compatta.
I fillers possono essere inerti o leggermente reattivi.
Il calcare finemente macinato fa parte del I tipo.
Come tutti i fillers, il calcare macinato per essere utilizzato per il confezionamento di calcestruzzi non deve far aumentare la richiesta di acqua in maniera sostanziale, e non deve contenere sostanze capaci di ridurre il grado di durabilità del calcestruzzo armato.
Nello specifico il filler calcareo deve avere i seguenti requisiti.
- tenore di carbonato di calcio ≥75% in massa,
- tenore di argilla (adsorbimento del blu di metilene) ≤1.20 g/100g;
- tenore di materiale organico (TOC)
  - per il tipo LL ≤0,20% in massa;
  - per il tipo L ≤0,50% in massa.

Il calcare macinato può essere utilizzato ad esempio per produrre cementi Portland a ridotto tenore di clinker, al fine per esempio di ridurre il calore di idratazione (minor tenore di alluminato tricalcico e silicato tricalcico), o la sensibilità all'attacco solfatico (minor tenore di alluminato tricalcico) e al dilavamento (minor tenore di calce).

### Tipi di cemento al calcare
Secondo la UNI EN 197/1 i tipi di cemento che contengono calcare sono:
- cemento Portland al calcare (Tipo II):
  - CEM II/A-L: calcare L: 6-20%;
  - CEM II/B-L: calcare L: 21-35%;
  - CEM II/A-LL: calcare LL: 6-20%;
  - CEM II/B-LL: calcare LL: 21-35%.

## Marcatura CE
La marcatura CE non rappresenta un marchio di qualità del prodotto ma sta a significare che il prodotto soddisfa i requisiti essenziali previsti per quel prodotto e per l'impiego previsto.
È previsto un solo sistema di attestazione di conformità CE:
- livello 2+: è richiesta una dichiarazione di conformità CE di conformita alla norma UNI EN 450 (o UNI EN 12620 se utilizzata come inerte) rilasciata dal produttore accompagnata dalla certificazione del Controllo del processo di Fabbrica (Factory Control Production o FPC) rilasciata da un organismo notificato.

Generalmente la marcatura CE avviene mediante l'apposizione di un'etichetta direttamente sui prodotti, o sull'imballaggio ovvero mediante stampa dell'etichetta sul Documento di Trasporto (DDT).

## Documentazione di accompagnamento
Ogni fornitura deve essere accompagnato dalla seguente documentazione:
- documento di trasporto (DDT);
- dichiarazione di conformità CE rilasciata dal produttore riportante almeno le seguenti indicazioni:
  - nome dell'azienda produttrice
  - descrizioni del prodotto
  - indirizzo dello stabilimento
  - numero dell'FPC
- certificazione del Controllo del processo di Fabbrica rilasciato da un organisno notificato

Inoltre bisogna accertare che il prodotto viaggi con regolare etichetta, riportante il simbolo CE e tutti i dati necessari, applicata sul prodotto o sull'imballaggio o sul DDT;

### Etichetta CE
L'etichetta con il simbolo di marcatura CE, nella versione semplificata deve riportare almeno le seguenti informazioni:
- marcatura di conformità CE, consistente nel simbolo «CE»
- numero di identificazione dell'Organismo di certificazione (es. 0123)
- nome o marchio identificativo e indirizzo del produttore
- ultime due cifre dell'anno in cui è stata applicata la marcatura (es. 10 per 2010)
- numero del certificato di conformità dell'FPC (es. 0123CPD).  Spesso tale numero è associato al precedente (es. 0123CPD-010)
- norma a cui il prodotto e conforme

Nella forma estesa (metodo 3) l'etichetta può contenere:
- descrizione del prodotto
- informazioni sul prodotto e sulle caratteristiche rilevanti